# ヒーローズレーシング
ヒーローズレーシングは、かつて日本に存在したレーシングチーム。元レーシングドライバーの田中弘が代表兼監督を務め、全日本F2や全日本F3000などに参戦していた。

## 概要
1970-1980年代にかけて星野一義、中嶋悟らを擁して全日本F2で数多くのシリーズチャンピオンを獲得するなど、当時は文字通り「日本最強のレーシングチーム」であった。1984年-1986年には中嶋悟率いる中嶋企画と提携し「ヒーローズレーシング with ナカジマ」の体制で全日本F2に参戦。この期間、中嶋は全日本F2を3連覇している。1991年には片山右京が全日本F3000選手権でチャンピオンとなった。
1995年にメインスポンサーであったCABINの撤退に伴いレース活動の停止を余儀なくされる。翌年より鈴木亜久里が興した新チーム・SUPER AGURIとジョイントし、田中は同チームの監督に就任した。

## 沿革
1971年 - 田中弘が日本トランペット（現 日本電音）社長であり実父の田中松雄のバックアップの下、ヒーローズレーシングを立ち上げる。
1972年2月 - 有限会社ヒーローズレーシングコーポレーション設立
1973年 - 田中弘が現役引退。以降、監督業に専念。
1976年 - 前年のJAFグランプリを制しシリーズチャンピオンとなった星野一義がヒーローズに加入。前年度のティレル・007を購入して富士スピードウェイで行なわれたF1世界選手権イン・ジャパンにスポット参戦。雨中のレースで一時はティレルのジョディ・シェクターを抜き3位を好走。しかし雨が止み路面が乾き始めると、用意していたタイヤが路面とマッチしないまま順位を落とす。最終的に用意していたタイヤを全て使い切りリタイヤ。
1977年 - 中嶋悟が加入。以降2カー体制でF2000と富士GCに参戦。この年も星野が富士で行なわれたF1日本GPにコジマ・KE009で参戦し11位で完走。
1978年 - シーズン終了後に「同じチームにナンバーワンドライバーはふたり要らない」として中嶋がチームを離脱し、生沢徹率いるi&iレーシングディベロップメントに移籍。
1979年 - 日本F3で鈴木利男がチャンピオン獲得。翌1980年から鈴木はイギリスF3に挑戦、全日本F2にもスポット参戦し日本のレースでは1982年までヒーローズより参戦する。
1983年 - シーズン開始直前の1月に星野が突然チームを離脱（直後にホシノレーシング設立を発表する）。当初セカンドドライバーで起用する予定だったF2ルーキーの高橋徹をエースとして1台体制での参戦となった。3月のF2開幕戦・鈴鹿BIG2&4で高橋は初戦にして2位を獲得、第4戦「JPSトロフィー」では予選ポールポジション・決勝3位と好成績を挙げていくが、10月23日富士GC最終戦で2位走行中に最終コーナー出口でスピンを喫すると、マシンが宙を舞いクラッシュ。高橋はこの事故で死亡してしまう。
1984年 - 中嶋がチームに復帰。中嶋企画とのジョイント体制で参戦を開始。以後この体制では1986年まで全日本F2選手権を3連覇する。
1988年 - CABINのスポンサードを受ける形で「キャビンレーシングチーム」に加入。同時に参加していたのは皮肉にも星野率いるインパルレーシングであった。
1990年 - 片山右京が加入。
1991年 - 片山が全日本F3000チャンピオンを獲得、F1ステップアップが決まりこの年でヒーローズから離脱。
1992年 - 黒澤琢弥が加入。
1994年 - 金石勝智が加入。
1995年 - メインスポンサーであったCABINの撤退に伴いレース活動停止（以降、法人としては休眠状態となる）。その後、愛知県岡崎市にあった自社ガレージを閉鎖
2008年 - 有限会社ヒーローズレーシングコーポレーション解散

## 同チームに在籍した主なドライバー
- 中野雅晴（1973年）
- 黒澤元治
- 北野元
- 長坂尚樹
- 星野一義（1976年-1982年）
- 中嶋悟（1977年-1978年、1984年-1986年）
- 鈴木利男（1979年-1982年、1987年、1989年）
- 高橋徹（1983年）
- 森本晃生（1988年）
- 片山右京（1990年-1991年）
- 黒澤琢弥（1992年-1993年）
- 金石勝智（1993年-1995年）